# William Accambray
William Accambray (Cannes, 8. travnja 1988.), francuski rukometaš i reprezentativac. 
Accambray je lijevi vanjski visok 194 cm sa 102 kg koji trenutno igra u francuskom klubu Saran Loiret HB. Prethodno je igrao za Montpellier, a prije toga profesionalno je, godinu dana, igrao u klubu HB Mougins Mouans-Sartoux Mandelieu. S Montpellierom je od 2005., kada je potpisao ugovor s klubom, igrao i u EHF-ovoj Ligi prvaka.
Od 2009. godine član je reprezentacije, a u Švedskoj je postao standardni prvotimac zbog ozljede Guillaumea Gillea. U utakmici protiv Njemačke bio je najbolji strijelac s 5 pogodaka. Svoj debi za reprezentaciju imao je protiv Latvije. 
Njegovi roditelji, Jacques Accambray i Isabelle Accambray, bili su vrhunski sportaši.

## Vanjske poveznice
- Profil auf www.ff-handball.org  Arhivirana inačica izvorne stranice od 2. veljače 2010. (Wayback Machine)
- Profil auf www.eurohandball.com  Arhivirana inačica izvorne stranice od 19. rujna 2010. (Wayback Machine)